# Bộ Lục quân (Nhật Bản)
Bộ Lục quân (tiếng Nhật: 陸軍省; rōmaji: Rikugunshō; phiên âm Hán-Việt: Lục quân tỉnh
) là một bộ nội các của Đế quốc Nhật Bản, thành lập năm 1872, giải thể năm 1945. Người đứng đầu Bộ Lục quân là Bộ trưởng Bộ Lục quân (陸軍大臣), theo quy định được bổ nhiệm từ những sĩ quan đang mang quân hàm đại tướng hoặc trung tướng lục quân.
Tháng 2 năm 1872, Bộ Binh (兵部省) của Đế quốc Nhật Bản được tách thành 2 bộ: Bộ Lục quân và Bộ Hải quân. Ban đầu, Bộ Lục quân được tổ chức theo kiểu của Pháp, tức là việc quản lý hành chính và chỉ huy quân đội do cùng một cơ quan nắm. Nhưng sau đó, Bộ này được cải cách và chuyển sang kiểu tổ chức của quân đội Phổ.

## Lịch sử
Nhằm thay thế Bộ chiến tranh (兵部省 (Binh bộ sảnh) Hyōbushō) đã tồn tại từ thế kỳ thứ 8, vào tháng 4 năm 1872 chính quyền Minh Trị thành lập Bộ Lục quân và Bộ Hải quân.
Ban đầu, Bộ quản lý cả vai trò hành chính lẫn điều khiển binh lực Lục quân Đế quốc. Đến tháng 12 năm 1878, Bộ tham mưu Lục quân được thành lập để tiếp quản vai trò điều binh cho phép Bộ có thể tập trung vào nhiệm vụ hành chính. Nhiệm vụ chính của Bộ Lục quân là đảm bảo nguồn ngân sách cho Lục quân, quản lý thu mua và phát triển vũ khí, quản lý nhân sự, xác định quyết sách, chính sách quốc phòng và đứng ra đại diện cho quyền lợi và ý kiến của Lục quân trước Nội các và Quốc hội Nhật.
Chức Bộ trưởng Bộ Lục quân bao gồm tiềm lực chính trị lớn hơn so với các bộ trưởng dân sự. Khi chính quyền Minh Trị thành lập hệ thống nội các vào năm 1885, các bộ trưởng đều nằm dưới quyền Thủ tướng. Riêng Bộ trưởng Bộ Lục quân và Bộ trưởng Bộ Hải quân thì chỉ phải chịu trách nhiệm trực tiếp dưới Thiên Hoàng, người mà theo Hiến pháp Minh Trị là tổng chỉ huy của tất cả lực lượng vũ trang của Đế quốc Nhật Bản.
Ngay từ lúc thành lập, chức Bộ trưởng Bộ Lục quân luôn được nắm giữ bởi sĩ quan cấp tướng đang phục vụ trong Lục quân. Tập tục này được đưa chính thức vào luật vào năm 1900 bởi Thủ tướng Yamagata Aritomo sau khi ông ban hành luật Gumbu daijin gen'eki bukan sei (軍部大臣現役武官制 Quân bộ đại thần hiện dịch võ quan chế) nhằm kiểm soát sự ảnh hưởng của các đảng phái chính trị vào vấn đề quân sự. Luật này bị loại bỏ dưới chính quyển của Thủ tướng Yamamoto Gonnohyōe vào năm 1913 nhưng được ban hành lại bởi chính quyền Hirota Kōki vào năm 1936 sau khi được thỉnh cầu bởi Bộ tham mưu Lục quân. Cùng lúc đó, Lục quân nghiêm cấm tướng lĩnh được nắm giữ bất kỳ chức vụ chính trị nào trừ khi được cho phép bởi Đại bản doanh. Cả hai điều trên đảm bảo rằng Lục quân luôn có khả năng pháp lý để đề cử và cản đề cử vị trí Bộ trưởng Bộ Lục quân. Do hiến pháp Nhật bắt buộc chính quyền phải luôn bao gồm đầy đủ bộ trường, quyền lực này cho phép Lục quân kiểm soát sự hình thành và hoạt động của chính phủ dân sự dẫn đến sự sói mòn nền dân chủ của nước Nhật và đóng góp vào sự phát triển của chủ nghĩa quân phiệt Nhật.
Sau năm 1937, cả Bộ trưởng Bộ Lục quân và Tổng tham mưu Lục quân đều là thành viên của Đại bản doanh cùng với người đồng cấp bên Hải quân.
Sau khi Đê quốc Nhật đầu hàng vào cuối chiến tranh thế giới thứ hai, Chính quyền chiếm đóng của phe Đồng Minh dưới quyền Tướng Douglas MacArthur chính thức bãi bỏ toàn bộ lực lượng vũ tranh của nước Nhật bao gồm cả bộ Lục quân vào tháng 11 năm 1945.

## Tổ chức
Lúc mới thành lập, Bộ này có các bộ phận sau:
- Cục Quân mã
- Cục Quân vụ
- Cục Nhân sự
- Cục Binh khí
- Cục Trang bị
- Cục Quân lực
- Cục Tài chính
- Cục Quân y
- Cục Quân pháp

Từ năm 1903 đến khi giải thể, Bộ này có thêm các bộ phận sau:
- Cục Hàng không
- Cục Kỹ thuật
- Cục Trang bị trang phục
- Viện Khoa học quân sự
- Văn phòng Bộ trưởng
- Các bộ phận khác

## Bộ trưởng
|    | Chân dung   | Bộ trưởng            | Thời gian tựu nhiệm | Thời gian tựu nhiệm |
| -- | ----------- | -------------------- | ------------------- | ------------------- |
| 1  | không khung | Oyama Iwao           | 22 / 12 / 1885      | 17 / 5 / 1891       |
| 2  | không khung | Takashima Tomonosuke | 17 / 5 / 1891       | 8 / 8 / 1892        |
| 3  | không khung | Oyama Iwao           | 8 / 8 / 1892        | 31 / 8 / 1896       |
| 4  | không khung | Saigō Tsugumichi     | 31 / 8 / 1896       | 18 / 9 / 1896       |
| 5  | không khung | Oyama Iwao           | 18 / 9 / 1896       | 20 / 9 / 1896       |
| 6  | không khung | Takashima Tomonosuke | 20 / 9 / 1896       | 12 / 1 / 1898       |
| 7  | không khung | Katsura Tarō         | 12 / 1 / 1898       | 23 / 12 / 1900      |
| 8  | không khung | Kodama Gentarō       | 23 / 12 / 1900      | 27 / 3 / 1902       |
| 9  | không khung | Terauchi Masatake    | 27 / 3 / 1902       | 30 / 8 / 1911       |
| 10 | không khung | Ishimoto Shinroku    | 30 / 8 / 1911       | 2 / 4 / 1912        |
| 11 | không khung | Uehara Yūsaku        | 5 / 4 / 1912        | 21 / 12 / 1912      |
| 12 | không khung | Kigoshi Yasutsuna    | 21 / 12 / 1912      | 24 / 6 / 1913       |
| 13 | không khung | Kusunose Yukihiko    | 24 / 6 / 1913       | 16 / 4 / 1914       |
| 14 | không khung | Oka Ichinosuke       | 16 / 4 / 1914       | 30 / 3 / 1916       |
| 15 | không khung | Ōshima Ken'ichi      | 30 / 3 / 1916       | 29 / 9 / 1918       |
| 16 | không khung | Tanaka Giichi        | 29 / 9 / 1918       | 9 / 6 / 1921        |
| 17 | không khung | Yamanashi Hanzō      | 9 / 6 / 1921        | 24 / 8 / 1923       |
| 18 | không khung | Tanaka Giichi        | 24 / 8 / 1923       | 2 / 9 / 1923        |
| 19 | không khung | Ugaki Kazushige      | 2 / 9 / 1923        | 20 / 4 / 1927       |
| 20 | không khung | Shirakawa Yoshinori  | 20 / 4 / 1927       | 2 / 7 / 1929        |
| 21 | không khung | Ugaki Kazushige      | 2 / 7 / 1929        | 14 / 4 / 1931       |
| 22 | không khung | Minami Jirō          | 14 / 4 / 1931       | 13 / 12 / 1931      |
| 23 | không khung | Araki Sadao          | 13 / 12 / 1931      | 23 / 1 / 1934       |
| 24 | không khung | Hayashi Senjūrō      | 23 / 1 / 1934       | 5 / 9 / 1935        |
| 25 | không khung | Kawashima Yoshiyuki  | 5 / 9 / 1935        | 9 / 3 / 1936        |
| 26 | không khung | Terauchi Hisaichi    | 9 / 3 / 1936        | 2 / 2 / 1937        |
| 27 | không khung | Nakamura Kōtarō      | 2 / 2 / 1937        | 9 / 2 / 1937        |
| 28 | không khung | Sugiyama Hajime      | 9 / 2 / 1937        | 3 / 6 / 1938        |
| 29 | không khung | Itagaki Seishirō     | 3 / 6 / 1938        | 30 / 8 / 1939       |
| 30 | không khung | Hata Shunroku        | 30 / 8 / 1939       | 22 / 7 / 1940       |
| 31 |             | Tōjō Hideki          | 22 / 7 / 1940       | 22 / 7 / 1944       |
| 32 | không khung | Sugiyama Hajime      | 22 / 7 / 1944       | 7 / 4 / 1945        |
| 33 | không khung | Anami Korechika      | 7 / 4 / 1945        | 14 / 8 / 1945       |
| 34 | không khung | Higashikuni Naruhiko | 17 / 8 / 1945       | 23 / 8 / 1945       |
| 35 |             | Shimomura Sadamu     | 23 / 8 / 1945       | 1 / 12 / 1945       |